# Carol Honigberg
Carol Honigberg (* im 20. Jahrhundert in Chicago) ist eine US-amerikanische Pianistin und Musikpädagogin.

## Leben
Honigberg wuchs in Oak Park auf. Sie spielte ab dem sechsten Lebensjahr Klavier und studierte an der Northwestern University und an der Roosevelt University. Ihre Lehrer waren Rudolph Ganz, Cécile Staub Genhardt und Gui Mombaerts. In Frankreich vervollkommnete sie ihre Ausbildung bei Marguerite Long. Sie war Professorin für Klavier an der Roosevelt University und unterrichtete ab 2008 am Campus Lake Forest des Music Institute of Chicago.
Als Kammermusikerin und Klaviersolistin trat Honigberg in den USA und Europa auf. Sie gab Konzerte u. a. mit der Lake Forest Symphony, der Grant Park Symphony, den Highland Park Strings und dem Chicago Chamber Orchestra und gab Rezitals beim Radiosender WFMT Chicago. 1997 gründete sie die Pilgrim Chamber Players, deren künstlerische Leiterin (später president emeritus) sie war. Beim Label Pavane nahm sie ein Rezitalalbum mit Klavierwerken des 20. Jahrhunderts auf. Mit ihrem Sohn Steven Honigberg spielte sie auf zwei CDs die Cellosonaten und -variationen Ludwig van Beethovens und sämtliche Werke Fryderyk Chopins für Cello und Klavier ein.